# Florian Grengbo
Florian Grengbo (ur. 23 sierpnia 2000 w Bourg-en-Bresse) – francuski kolarz torowy, brązowy medalista igrzysk olimpijskich i srebrny medalista mistrzostw świata.

## Kariera
Pierwsze sukcesy w karierze osiągnął w 2018 roku, kiedy zdobył złote medale w sprincie drużynowym na mistrzostwach świata juniorów i w keirinie na mistrzostwach Europy juniorów. Na rozgrywanych trzy lata później mistrzostwach świata w Roubaix wywalczył srebro w sprincie drużynowym. Wystartował także na igrzyskach olimpijskich w Tokio, gdzie Francuzi w składzie: Florian Grengbo, Sébastien Vigier i Rayan Helal zajęli trzecie miejsce w sprincie drużynowym.